# Río Bzura
El río Bzura es un corto río de Polonia, un afluente del río Vístula por la margen izquierda en su curso bajo que desemboca en la localidad de Wyszogród. Tiene una longitud de 166 kilómetros (el vigesimoquinto más largo de Polonia) y drena una cuenca es de 7788 km².
Durante la Segunda Guerra Mundial las fuerzas polacas mantuvieron una oposición importante contra la Wehrmacht en un intento de parar el avance alemán sobre Varsovia (batalla de Bzura).

## Ciudades y pueblos
- Zgierz
- Aleksandrów Łódzki
- Ozorków
- Łęczyca
- Łowicz
- Sochaczew
- Brochów
- Wyszogród

## Afluentes
Los principales afluentes son:
- por la derecha:

- Linda
- Moszczenica
- Mroga
- Struga
- Bobrówka
- Skierniewka
- Rawka
- Pisia
- río 
- Utrata
- Łasica

- por la izquierda:

- Witonia
- Ochnia
- Słudwia